# Билла
BILLA е европейска верига супермаркети, работещи в голям брой страни, първоначално в Австрия. Собственик на веригата е германската REWE Group. Името BILLA произлиза от началните букви на думите Billiger Laden (на немски: евтин магазин). Веригата от супермаркети основана през 1953 г. от Карл Влашек, нараства бързо през 60-те и 70-те години на XX век. BILLA има мрежа от магазини в шест европейски страни: Чехия, Словакия, Украйна, България, Австрия и Русия.

## Разпространение

### BILLA в България
В България BILLA оперира чрез дъщерните дружества на REWE Group Billa България, което експлоатира търговските обекти, и BILLA Недвижимости, което управлява свързаната с дейността недвижима собственост.
Първият магазин от веригата BILLA в България е открит през 2000 г. До края на 2018 г. веригата разполага с общо 128 супермаркета в София, Стара Загора, Варна, Пловдив, Бургас и др., включително в моловете: Сердика Център, Галерия Стара Загора, Мол ъф София, Парк Център, България Мол, Мега Мол, Парадайс Център и The Mall. BILLA е сред най-големите работодатели в страната с персонал от 4500 служители.

### BILLA в Чехия
Първият супермаркет BILLA в Чехия е открит на ул. Странскохо, Бърно, на 26 октомври 1991 г. Компанията има 215 магазина в страната и разполага с над 6 000 служители. Магазините на BILLA, които имат средна търговска площ от 900 m², поставят особен акцент върху пресни продукти като деликатеси, сладкиши, плодове и зеленчуци, млечни продукти, месо и охладени продукти.

### BILLA в Русия
REWE Group управлява 160 магазина BILLA в Русия (повечето от тях в Москва). Компанията отваря първия си супермаркет в Русия през 2004 г. и оттогава се разширява, за да обхване Москва и няколко града около нея.
През май 2021 г. става известно, че мрежата закрива бизнеса си в Русия. Руският ритейлър „Лента“ изкупува за 215 млн евро 160-те магазина BILLA. Те ще се интегрират в структурата на мрежата „Лента“, а марката „BILLA Россия“ прекратява съществуването си.